# Erannis coloradata
Erannis coloradata är en fjärilsart som beskrevs av George Duryea Hulst 1896. Erannis coloradata ingår i släktet Erannis och familjen mätare. Inga underarter finns listade i Catalogue of Life.